# Monkey Me
«Monkey Me» — дев'ятий студійний альбом французької співачки Мілен Фармер, який вийшов  3 грудня 2012 року. Альбом містить 12 композицій, на відміну від попереднього студійного альбому Мілен Фармер «Bleu noir», «Monkey Me» написаний знову в співавторстві з композитором Лораном Бутонна.

## Назва
У назві нового альбому в основному є відсилання до померлої мавпи.

## Сингли
«À l'ombre» — перший сингл, що вийшов 22 жовтня 2012.
28 січня 2013 року в електронному форматі вийшов другий сингл "Je te dis tout".

## Списки композицій
| #   | Назва                     | Автор             | Продюсер(и)       | Тривалість |
| --- | ------------------------- | ----------------- | ----------------- | ---------- |
| 1.  | «Elle a dit»              | Mylène FARMER     | Laurent BOUTONNAT | 3:52       |
| 2.  | «À l'ombre»               | Mylène FARMER     | Laurent BOUTONNAT | 4:50       |
| 3.  | «Monkey me»               | Mylène FARMER     | Laurent BOUTONNAT | 4:13       |
| 4.  | «Tu ne le dis pas»        | Mylène FARMER     | Laurent BOUTONNAT | 4:22       |
| 5.  | «Love dance»              | Mylène FARMER     | Laurent BOUTONNAT | 4:06       |
| 6.  | «Quand»                   | Mylène FARMER     | Laurent BOUTONNAT | 4:07       |
| 7.  | «J'ai essayé de vivre...» | Mylène FARMER     | Laurent BOUTONNAT | 4:40       |
| 8.  | «Ici-bas»                 | Mylène FARMER     | Laurent BOUTONNAT | 4:33       |
| 9.  | «A-t-on jamais»           | Mylène FARMER     | Laurent BOUTONNAT | 3:47       |
| 10. | «Nuit d'hiver»            | Laurent BOUTONNAT | Laurent BOUTONNAT | 5:24       |
| 11. | «À force de...»           | Mylène FARMER     | Laurent BOUTONNAT | 4:08       |
| 12. | «Je te dis tout»          | Mylène FARMER     | Laurent BOUTONNAT | 5:30       |